# Kompleksometrija
Kompleksometrija (kompleksometrijska titracija, helatometrija) je oblik volumetrijske analize u kojoj se formiranje obojenih kompleksa koristi kao indikator krajnje tačke titracije. Obično se koristi indikator koji može da proizvede nedvosmislenu promenu boje. Kompleksometrijska titracije su posebno korisne za određivanje smesa različitih metalnih jona u rastvoru.

## Reakcije
U teoriji se svaka reakcija kompleksacije može koristiti kao volumetrijska tehnika ukoliko:
1. reakcija dostiže ravnotežu brzo nakon što je svaka porcija titranta dodata,
2. ne dolazi do interferirajućih situacija. Na primer, ne dolazi do etapnog formiranja nekoliko različitih kompleksa jona metala sa titrantom, što ima za posledicu prisustvo više kompleksa u rastvoru tokom titracije,
3. kompleksometrijski indikator koji može precizno da locira tačku ravnoteže je dostupan.

## Titracija sa EDTA
EDTA, etilen diamin tetra sirćetna kiselina, sadrži četiri karboksilne grupe i dve amino grupe koje mogu da deluju kao donori elektronskih parova, ili Luisove baze. Sposobnost EDTA da potencijalno donira šest slobodnih parova elektrona za formiranje coordinatnih kovalentnih veza sa metalnim katjonima čini EDTA heksadentatnim ligandom. Međutim, u praksi EDTA je obično samo delimično jonizovan, tako da formira manje od šest coordinatnih kovalentnih veza sa metalnim katjonima.
Dinatrijum EDTA se obično koristi za standardizovanje vodenih rastvora katjona prelaznih metal. Dinatrijum EDTA formira samo četiri koordinatne kovalentne veze sa metalnim katjonima, dok je pH ≤ 12. U ovom pH opsegu, amino grupe ostaju protonisane, i stoga ne mogu da doniraju elektrone za formiranje koordinatnih kovalentnih veza. Notacija  se može koristiti za prikazivanje EDTA kompleksa, pri čemu x označava broj kiselih protona vezanih za EDTA molekul.
EDTA formira oktaedralni kompleks sa većinom 2+ metalnih katjona, M2+, u vodenom rastvoru. Glavni razlog za ekstenzivnu upotrebu EDTA u standardizaciji rastvora metalnih katjona je da je konstanta formiranja većine kompleksa metalni katjon - EDTA veoma visoka. To znači da je ravnoteža reakcije:
pomerena na desno. Formiranje metalnih kompleksa je praktično potpuno. Izvođenje reakcije u rastvorima sa baznim buferima uklanja H+ dok se formira, što pomaže formiranje kompleksa EDTA - metalni katjon. 

## Literatura
1. ↑  Нешић, С. & Вучетић, Ј. 1988. Неорганска препаративна хемија. Грађевинска књига: Београд.
2. ↑  Рајковић, М. Б.;  . (1993). Аналитичка хемија. Београд: Савремена администрација.
3. ↑  R. Mihajlović, Kvantitativna hemijska analiza (praktikum), Kragujevac, 1998.
4. ↑  „Kompleksometrijska određivanja, deo 2. Kompleksometrijsko određivanje 2+-jona, Miloš B Rajković” (PDF).
5. ↑  „Istorija helacije i EDTA-e”. Архивирано из оригинала 27. 10. 2010. г. Приступљено 03. 12. 2011.